# عامر عبد الله العاني
عامر عبد الله العاني هو مثقف وأديب وسياسي عراقي راحل، ولد في مدينة عانة سنة 1924.
أكمل دراسته الابتدائية وحصل على المرتبة الأولى في امتحان البكالوريا مكنته من الدخول إلى كلية الملك فيصل الأول التي تقبل الثلاثة الأوائل. رشح عامر في السنة الأخيرة إلى جامعة كامبردج البريطانية لتفوقه في اللغة الإنجليزية لكن حال دون ذلك فصل جميع الطلاب الذين اشتركوا في اضراب ومن منهم عامر، فانتهى الأمر به إلى كلية الحقوق في بغداد. كما درس في القاهرة.
انتمى إلى الحزب الشيوعي العراقي سنة 1949. عرض سلام عادل على عامر أن يكون عضوا في اللجنة المركزية حال إبعاد حميد عثمان. كما كلف عامر عبد الله بكتابة مقالات جريدة القاعدة السرية لسان الحزب، ثم رشح عضوا في المكتب السياسي حتى أصبح مفكر الحزب ومثقفه وعرابه. وكان اسمه الحركي في الحزب هو «أكرم».
في صيف عام 1956 زاره في بيته في الصليخ رشيد مطلك وكمال عمر نظمي وأخبر عامر أن عبد الكريم قاسم ينتظر جوابا حول دعم الثورة التي ينوي تفجيرها ومدى هذا الدعم، وعلى إثرها كتب عامر عبد الله تقريرا إلى اللجنة المركزية في الحزب الشيوعي العراقي والذي تبنته بدورها مشفوعة بالتوصية بضرورة اعتماد العنف والقوة في إسقاط النظام الملكي وتوسيع الصلة مع الضباط الأحرار والجيش. ثم كتب عامر رسالة إلى عبد الكريم قاسم يشرح فيها أهم الآراء التي نوقشت في اللجنة المركزية منها إطلاق سراح السجناء السياسيين وتوثيق الصلة مع سوريا ومصر ودعم القضية الفلسطينية والخروج من حلف بغداد ومن ثم ضرورة إخبار الحزب بيوم التنفيذ ليتم مشاركة الحزب والشعب بإسناد الحركة والسيطرة على الشارع وضرورة مفاتحة السوفيت لإسناد هذه الحركة والاعتراف بالتغيير.
تزوج عامر عبد الله من البلغارية الشيوعية «أنانكوفا»، وقد عقد القران في دار عبد القادر إسماعيل في نيسان 1959، بحضور عدد كبير من الوزراء والعسكريين. لم يستمر هذا الزواج طويلا إذ لم تتحمل «أنانكوفا» ظروف عامر وانشغالاته الحزبية وكذلك جو العراق الحار. تزوج عامر مرة ثانية من «بدور زكي» عضوة نقابة الصحفيين وقد عقد القران في دارها في كربلاء عام 1974، ورزقا ببنت سماها مريم على اسم والدته. كما إن له بنت اسمها دينا.
في 15 أيار 1972، عين وزير دولة حتى أقيل في 25 نيسان 1978. من ضمن المهام التي كلف بها عامر عبد الله عام 1972 عندما أصبح وزيرا للدولة وتكليفه بتسلم وزارة العدل وكالة، رفضه التوقيع على أحكام الإعدام ومن ضمنها قضية إعدام ظافر حسن النهر أحد كوادر الحزب الشيوعي، ومن المهام التي أنيطت بوزير الدولة عامر عبد الله اختياره عضوا في لجنة الصمود الهادفة إلى حل المشاكل الاقتصادية التي يتطلب حلها تعبئة شعبية من خلال دعم إجراءات تأميم النفط، وزياراته المستمرة لأغلب محافظات العراق والإطلاع على مشاكل الوحدات الادارية، ومشاركته في ندوات التخطيط التي عقدت في بغداد، ومشاركته للندوة المفتوحة بعنوان «ندوة بحث معوقات العمل واسباب انخفاض الانتاجية» التي أقامتها الحكومة العراقية في أيلول 1976، كما كلف في أواسط عام 1978 بمهمة الإشراف على وزارتي الصناعة والتخطيط إلا أنه اعتذر بسبب تدهور العلاقة مع حزب البعث.
على الرغم من موقف عامر عبد الله الإيجابي مع الرئيس أحمد حسن البكر، إلاّ أنه انتقده في مسألة توقيعه على أحكام الإعدام بمجموعة من الشيوعيين الذين اتهموا بإقامتهم تنظيمات داخل صفوف الجيش، ومن المهام التي واجهها عامر عبد الله هي الدفاع عن رفاقه الشيوعيين أمام الاتهامات التي لاحقت عددا منهم والعقوبات الصارمة التي وصلت لحد الإعدام على بعضهم.
بعد خروجه من الوزارة وهجرته سافر عامر عبد الله وعائلته أواخر عام 1978 إلى الولايات المتحدة الأمريكية، ومن هناك إلى العاصمة الكوبية هافانا بدعوة من راؤول كاسترو، ثم سافر إلى براغ. وفي مطلع عام 1979، دعا عزيز محمد اللجنة المركزية للاجتماع في براغ للتباحث بشأن سياسة الحزب الجديدة، إذ كان هناك نوع من التردد في القطيعة مع حزب البعث، وكان من بين الحاضرين عامر عبد الله ورفع شعار «إنهاء الدكتاتورية». ولم ينه الحزب الجبهة رسميا إلا في تموز 1979 بعد تولي صدام حسين رئاسة الجمهورية في 17 تموز من العام نفسه. استقر لاحقا في سوريا لسنوات قليلة تخللتها سفرات حزبية.
في المؤتمر الرابع للحزب الشيوعي المنعقد في 10-15 تشرين الثاني 1985 في قرية «زويكه» في محافظة أربيل بحضور 128 مندوبا، صدرت قائمة تتضمن 20 اسما، مع الأسباب الموجبة للاعفاء أو الطرد من الحزب، ومن ضمنها عامر عبد الله العاني «لبروز اتجاهات يمينية مغايرة لنهج الحزب».
بعدها وفي عقد التسعينات وصل عامر إلى لندن بعد حصوله على لجوء سياسي، وحصل على موافقة السلطات البريطانية للجوء السياسي بتاريخ 14 تموز 1992.
وجد عامر عبد الله متوفيا بشقته بصعقة كهربائية في أثناء تشغيله المدفأة، في 29 كانون الثاني 2000، ودفن في مقبرة هايغيت في شمال لندن.

## مؤلفاته
- مذكرات عامر عبد الله

ّ* كتاب «مقوضات النظام الاشتراكي»، قال فيه:
| عامر عبد الله العاني | ليس النظام العالمي القديم هو الفردوس المفقود، كما إن النظام العالمي الجديد هو الفردوس الموعود وأن دور الصراع الطبقي سيتراجع بوصفه محركا أساسيا. | عامر عبد الله العاني |

## قيل عنه
قال عنه مدرسه في كلية الحقوق عبد الفتاح إبراهيم ومؤسس الحزب الوطني الديمقراطي:
| عامر عبد الله العاني | أذكى الطلاب الذين درستهم في الكلية هم عامر عبد الله ويونس السبعاوي ويحيى قاسم. | عامر عبد الله العاني |

قال عنه محمد حسنين هيكل:
| عامر عبد الله العاني | إن السياسة سرقت منا مثقفا واديبا ومفكرا من الطراز الأول. | عامر عبد الله العاني |